# Bátaszéki Önkéntes Tűzoltóság

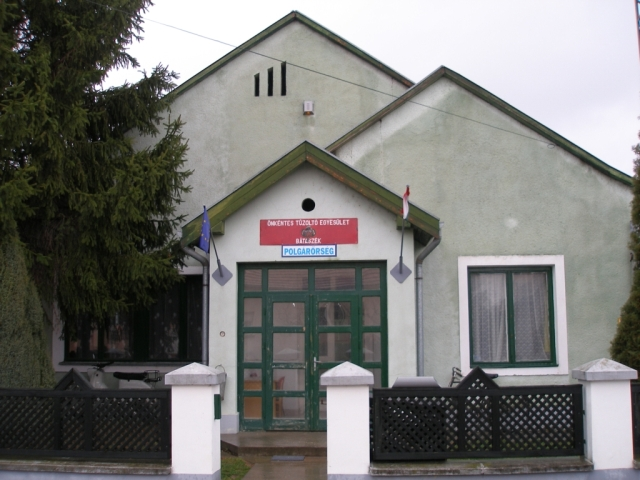
Bátaszéki Önkéntes Tűzoltóság épületének bejárata

A Bátaszéki Önkéntes Tűzoltóság 6 településen (Alsónyék, Báta, Bátaapáti, Bátaszék, Mórágy és Pörböly településeken) folytat tűzoltási és műszaki mentési feladatokat. Ez mintegy 11500 embert, és 210 km2-t jelent. Ezenkívül tűzmegelőzési propagandával, és diák tűzoltókon keresztül utánpótlás neveléssel is foglalkozik. A Bátaszéki Önkéntes Tűzoltóság a 2007. évben megnyerte az önkéntes tűzoltóságok országos szakmai versenyét.

## Történelem
Magyarországon az 1800-as évek második felében indult meg az önkéntes tűzoltó egyesületek szerveződése. Bátaszéken az 1870-80-as években gyakoriak voltak a tűzesetek, melyekkel szemben a község szervezetlen, tűzoltó eszközökkel szegényesen felszerelt lakossága tehetetlen volt. 1881. június 26-án az előző tűzeseteket is felülmúló tűz ütött ki a mostani Árpád utcából indulva, és három utcán keresztül haladva, mégpedig a mostani Kossuth, Deák, Garay utcákon, mintegy 63 házat hamvasztott el, a hozzájuk tartozó gazdasági épületekkel együtt. A helybeliek nem bírván a pusztító tűzzel, a Szekszárdi Önkéntes Tűzoltó Egyesületet hívták segítségül, akik meg is fékezték a lángokat. 
Ekkor látták saját szemükkel a bátaszékiek, hogy mennyit ér egy szervezett, felszerelt tűzoltóság. Elkezdett érlelődni a gondolat, aminek terméseként 1883. október 31-én megtartották az első egyesületi gyűlést, és 26 fővel megalakult a Bátaszéki Önkéntes Tűzoltó Egyesület. Közadakozásból kezdték meg a felszerelések vásárlását, és néhány év alatt viszonylag jól felszerelt egyesülete volt a településnek. Az egyesület tagjai kereskedőkből, iparosokból, parasztokból tevődött össze, de a vezetésbe bevonták a helyi értelmiséget is.
Az egyesületi tagok a megalakulás után 10 évvel már elérték, hogy a község képviselő testülete a tűzoltókat a közjónak tett szolgáltatásaik elismeréséül a település felé történő közterhek alól felmentette. Ezzel a határozattal a tűzoltó egyesület tagjai nagyot léptek előre a községi hierarchia ranglétráján. Az egyesületi élet, a szakmai munka hosszú időn keresztül magas szinten állt. Azonban az első világháborút megelőző években, és a háború alatt hanyatlás következett be. A háború után azonban új lendületet kapott az élet, ami egészen a második világháborúig tartott. 
A háború után ujjászerveződött az egyesület, és pezsgő élet indult be. A régi Kossuth utcai tűzoltószertár helyett a 60-as években új szertárat kaptak a Hunyadi utcában, bővített felszereléssel.
Később azonban a túlzott központosítási törekvéseknek megfelelően az önkéntes tűzoltó egyesületeket elkezdték sorvasztani, így a bátaszékit is. Az egyesület eszközei, archív anyagai eltűntek. Az épületet a DÉDÁSZ-nak eladták, míg a régi, Kossuth utcai szertárat az általános iskola használta. A rendszerváltásra az egyesület gyakorlatilag megszűnt.
(folyt. köv.)

## Elérhetőségek
- Levélcím: 7140, Bátaszék, Hunyadi u. 46
- E-mail: bataszek.ote61@gmail.com
- Honlap: Bátaszéki Önkéntes Tűzoltóság
- Telefon: 74/591-163